# Pedaliodes circumducta
Pedaliodes circumducta är en fjärilsart som beskrevs av Otto Thieme 1905. Pedaliodes circumducta ingår i släktet Pedaliodes och familjen praktfjärilar. Inga underarter finns listade i Catalogue of Life.